# 绿叶胡枝子
绿叶胡枝子（学名：Lespedeza buergeri）为豆科胡枝子属下的一个种。

## 扩展阅读
- 維基物種上的相關：绿叶胡枝子